# Rosmalen
Rosmalen là một đơn vị hành chính của Hà Lan, thuộc thành phố 's-Hertogenbosch, tỉnh Noord-Brabant.
Dân số Rosmalen có 30.000 người. Rosmalen có câu lạc bộ bóng đá nổi tiếng' OJC Rosmalen. 
Rosmalen đã được tách thành một đô thị riêng cho đến năm 1996, khi nó trở thành một đơn vị thuộc 's-Hertogenbosch.

## Địa điểm nổi tiếng

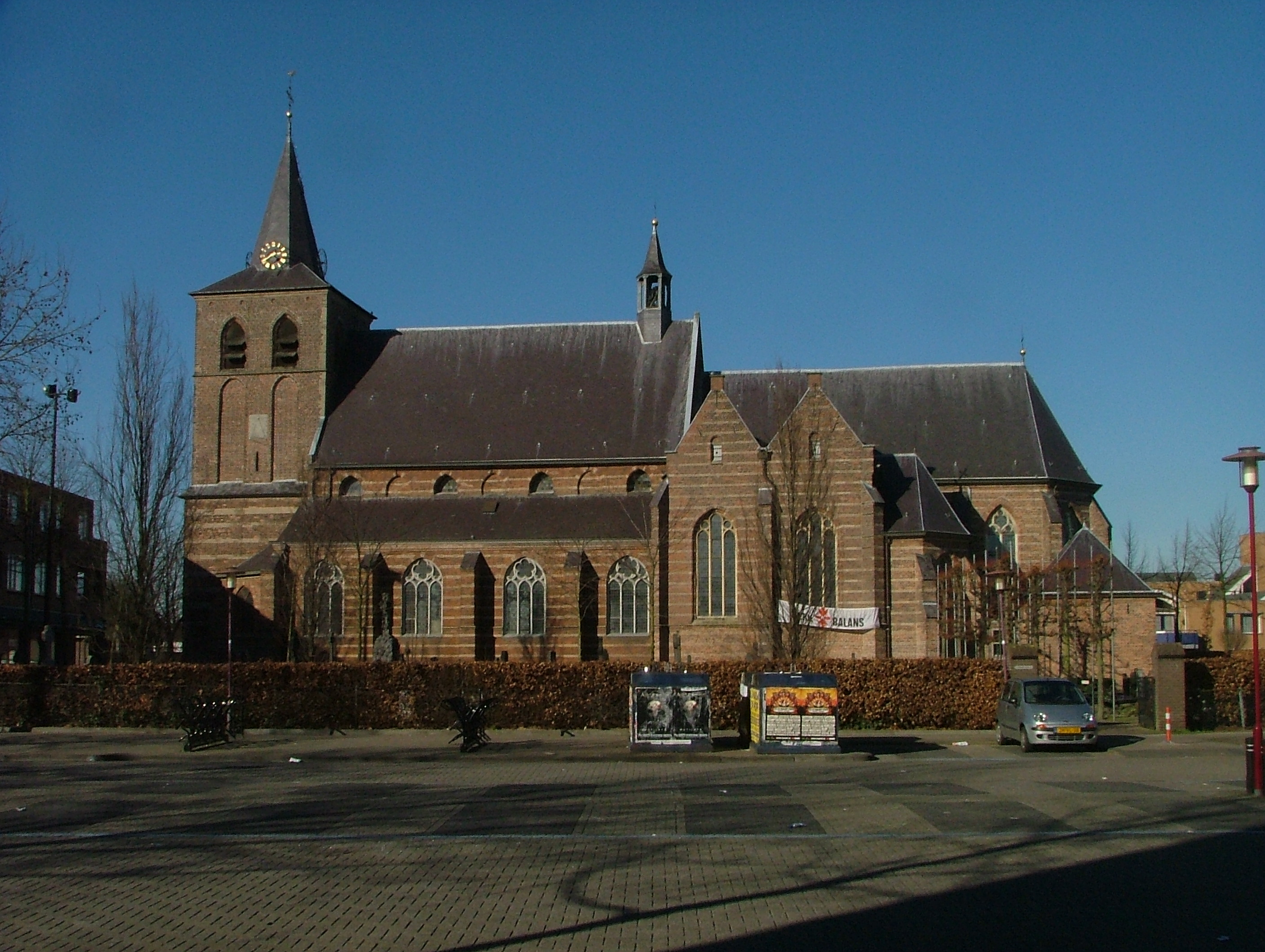
nhà thờ vị thánh Lambert
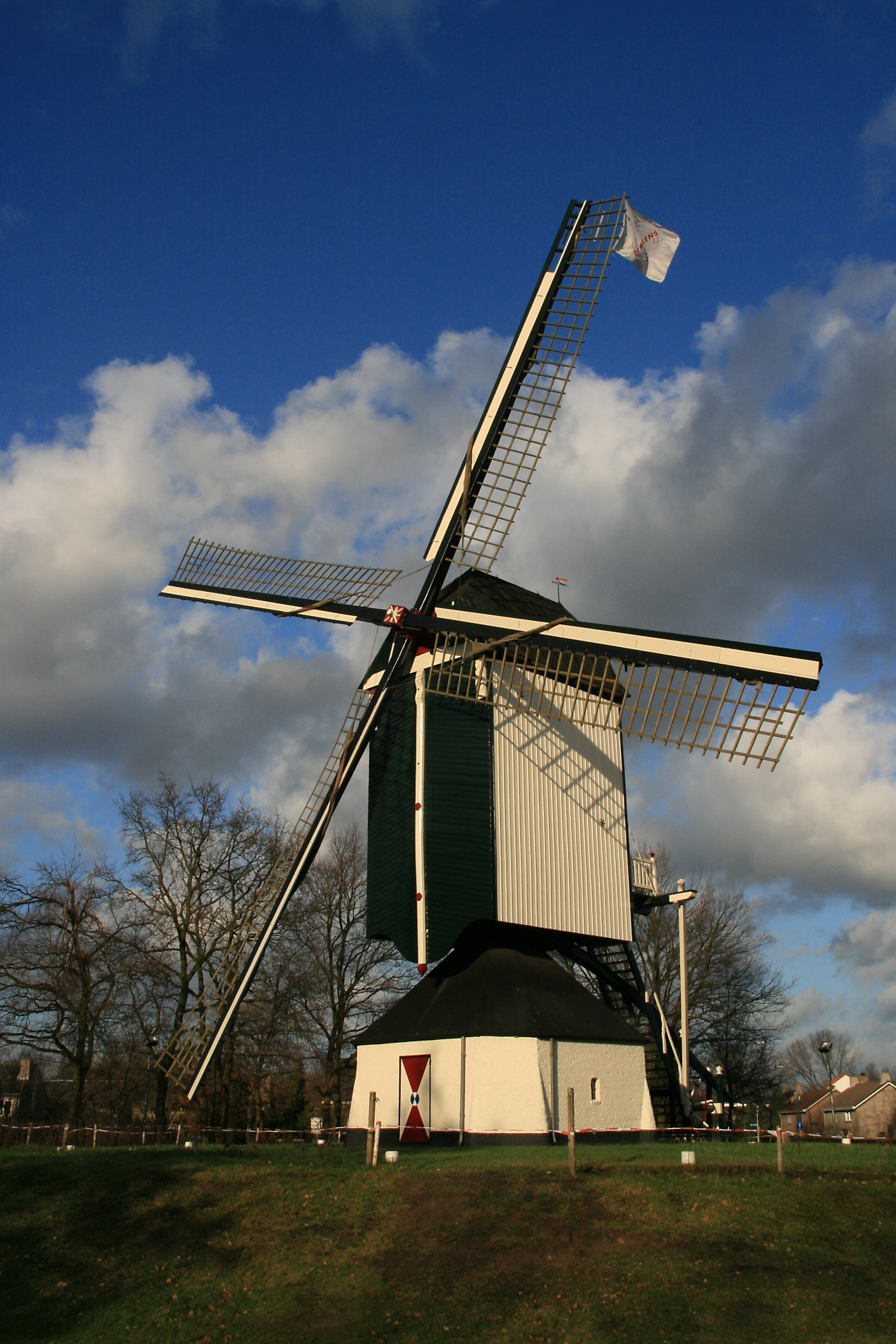
cối xay gió Rosmalen
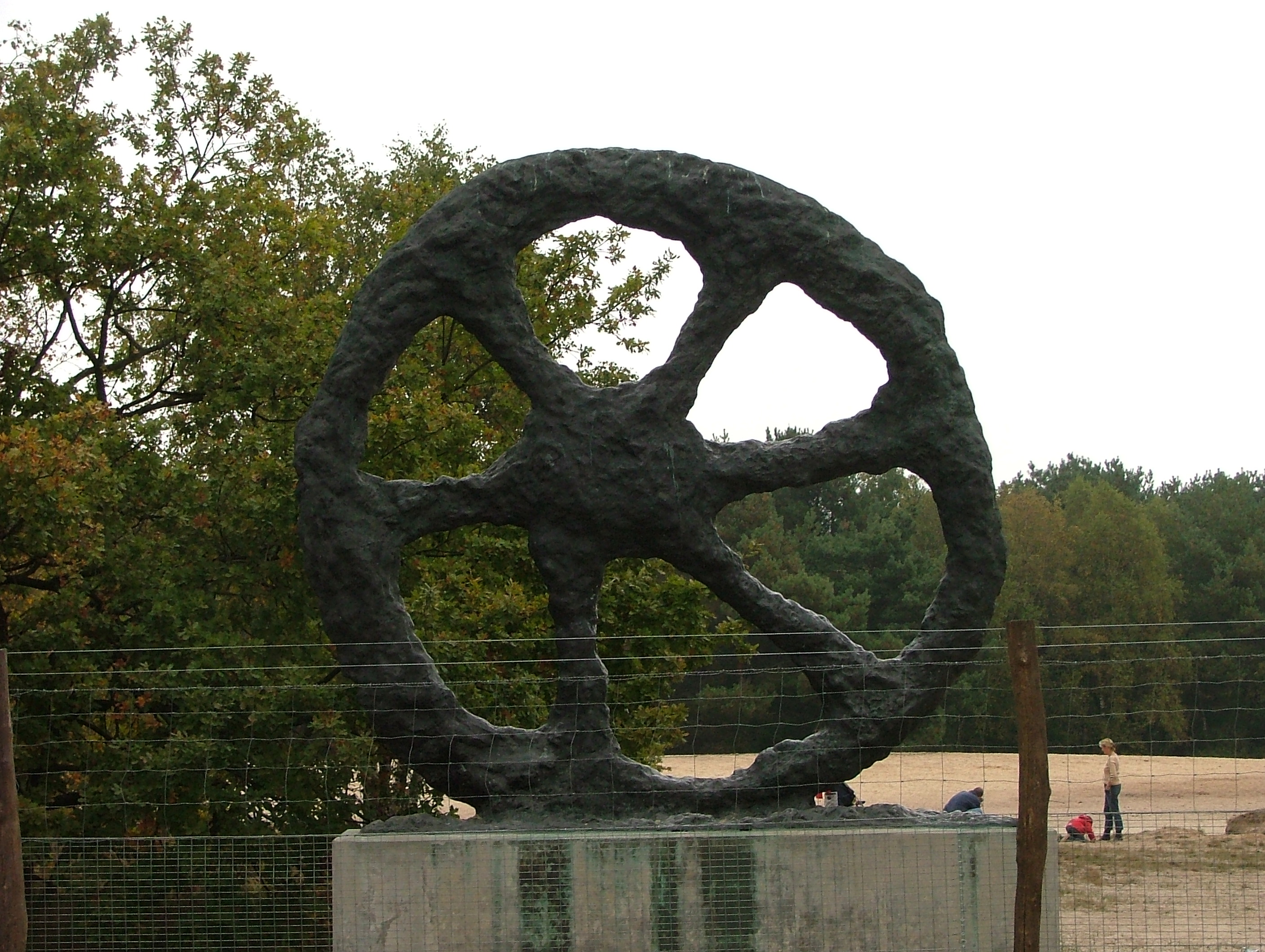